# N28 (Guinea)
Die N28 ist eine Fernstraße in Guinea, die in Tarambali an der Ausfahrt der N27 beginnt und in Tougué sich wieder in die N27 eingliedert. Sie ist 71 Kilometer lang.